# Пакши ШЕ
Пакши ШЕ (на унгарски: Paksi Sportegyesület, (унгарско произношение ˈpɒkʃ]) е унгарски футболен клуб от град Пакш, област Толна.

## История
Клубът е основан през 1952 година.
Домакинските си мачове играе на стадион „Стадион Пакш“ в Пакш, с капацитет 7000 зрители.

## Успехи
- Първа унгарска футболна лига:
  -  Вицешампион (1): 2023/24
  -  Бронзов медалист (1): 2010/11
- Купа на Унгария по футбол:
  -  Носител (2): 2023/24, 2024/25
  -  Финалист (1): 2021/22
- Купа на Лигата на Унгария:
  -  Носител (1): 2010/11
  -  Финалист (1): 2009/10
- Купа Жабафюлд:
  -  Носител (1): 1976
- Втора лига:
  -  Победител (1): 2005/06 (зона Запад)
- Трета лига:
  -  Победител (1): 2000/01 (зона Дуна)

## Предишни имена
| Години      | Име                                      |
| ----------- | ---------------------------------------- |
| 1952 – 1975 | „Пакши Кинижи ШК“ Paksi Kinizsi SK       |
| 1975 – 1993 | „Пакши ШЕ“ Paksi SE                      |
| 1993 – 2006 | „Пакши Отоморьомю ШЕ“ Paksi Atomerőmű SE |
| 2006 – 2011 | „Пакши ФК“ Paksi FC                      |
| 2011 – 2014 | „МВМ Пакши“ MVM Paks                     |
| 2014 –      | „Пакши ФК“ Paksi FC                      |